# 汤姆·哈利特
托马斯·汤姆·哈利特 (出生于1939年4月10日)是一个威尔士已退役足球运动员。他曾效力于利兹联足球俱乐部、斯文登足球俱乐部和布拉德福德城足球俱乐部。后于1968年短期担任布拉德福德城足球俱乐部教练。